# ドラゴンボールZ 超武闘伝 サウンドトラック
『ドラゴンボールZ 超武闘伝 サウンドトラック』は、スーパーファミコンソフト『ドラゴンボールZ 超武闘伝』のサウンドトラック。1993年3月27日に日本コロムビアから発売された。

## 概要
- スーパーファミコンソフト『ドラゴンボールZ 超武闘伝』のサウンドトラック。
- CDジャケットには、孫悟空、セルが描かれている。
- 音楽は、山本健司が担当している。

## 収録曲
1. 超武闘伝のテーマ
2. ピッコロのテーマ
3. ベジータのテーマ
4. フリーザのテーマ
5. 人造人間20号のテーマ
6. 人造人間18号のテーマ
7. コンティニューのテーマ
8. セルのテーマ
9. 人造人間16号のテーマ
10. セル完全体のテーマ
11. ファイナル・バトルのテーマ
12. 新たなる闘いへ
13. 超武闘伝:?のテーマ